# Nations Cup 2019
La Nations Cup del 2019 fue la 14.ª edición del torneo de selecciones de rugby que se celebró del 4 al 15 de junio de 2019 en el Estadio Charrúa de Montevideo en Uruguay.

## Equipos participantes
- Selección de rugby de Argentina A (Argentina XV)
  - Tomás Albornoz, Lautaro Bavaro, Rodrigo Bruni, Ignacio Calas, Teo Castiglioni, Facundo Cordero, Tomás Cubilla, Julián Domínguez, Diego Fortuny, Bautista Ezcurra, Lucas Favre, Martín Fernández Segurotti, José Luis González, Martín Landajo, Luciano Ortíz, Rodrigo Martínez, Lucas Mensa, Santiago Montagner, Franco Molina, Manuel Montero, Leonel Oviedo, Santiago Portillo, Manuel Nogués, Carlos Repetto, Martín Roger, Lucas Santa Cruz, Nicolás Sbrocco, Agustín Segura, Nicolás Solveyra, Jerónimo Ureta.
- Selección de rugby de Namibia (Welwitschias)
  - Aranos Coetzee, Wian Conradie, AJ De Klerk, Darryl de la Harpe, Johan Deysel, Thomasau Forbes, Prince Gaoseb, Eugene Jantjies, TC Kisting, JC Greyling, Max Katjijeko, Cliven Loubser, Oderich Mouton, Justin Newman, Obert Nortjé, Johan Retief, André Rademeyer, Desiderius Sethie, PW Steenkamp, Johann Tromp, Tjiuee Uanivi, Janco Venter.
- Selección de rugby de Rusia (Los Osos)
  - Vasili Artemiev, Sergei Chernyshev, German Davydov, Vasili Dorofeev, Evgeny Elgin, Ramil Gaisin, German Godlyuk, Kirill Gotovtsev, Viktor Gresev, Andrei Garbuzov, Dmitri Gerasimov, Bogdan Fedotko, Yuri Kushnarev, Evgeny Matveev, Roman Khodin, Tagir Gadzhiev, Alexander Ilin, Evgeny Mishechkin, Dmitri Perov, Patris Peki, Andrei Polivalov, Vladislav Sozonov, Kirill Golosnitskiy, Vladimir Ostroushko, Sergei Yanyushkin, Vladimir Podrezov, Vitali Zhivatov, Innokenty Zykov.
- Selección de rugby de Uruguay (Los Teros XV)
  - Santiago Arata, Manuel Ardao, Juan Manuel Cat, Santiago Civetta, Juan Pablo Costabile, Manuel Diana, Ignacio Dotti, Juan Echeverría, Felipe Etcheverry, Federico Favaro, Nicolás Freitas, Juan Manuel Gaminara, Facundo Gattas, Germán Kessler, Tomas Inciarte, Manuel Leindekar, Diego Magno, Alejandro Nieto, Agustín Ormaechea, Guillermo Pujadas, Juan Pedro Rombys, Mateo Sanguinetti, Leandro Segredo, Rodrigo Silva, Gonzalo Soto, Andrés Vilaseca.

## Posiciones
| Pos. | Equipo       | Encuentros | Encuentros | Encuentros | Encuentros | Tantos | Tantos | Tantos | Puntos Bonus | Puntos Totales |
| Pos. | Equipo       | J          | G          | E          | P          | F      | C      | Dif.   | Puntos Bonus | Puntos Totales |
| ---- | ------------ | ---------- | ---------- | ---------- | ---------- | ------ | ------ | ------ | ------------ | -------------- |
| 1    | Uruguay      | 3          | 2          | 0          | 1          | 104    | 71     | + 33   | 3            | 11             |
| 2    | Rusia        | 3          | 2          | 0          | 1          | 94     | 88     | + 6    | 2            | 10             |
| 3    | Argentina XV | 3          | 1          | 0          | 2          | 94     | 101    | - 7    | 2            | 6              |
| 4    | Namibia      | 3          | 1          | 0          | 2          | 55     | 87     | - 32   | 0            | 4              |

Nota: Se otorgan 4 puntos al equipo que gane un partido y 2 al que empate
Puntos Bonus: 1 punto por convertir 4 tries o más en un partido y 1 al equipo que pierda por no más de 7 tantos de diferencia

## Resultados

### Primera fecha
| 4 de junio, 14:30 | Argentina XV | 39 - 25 | Namibia | Estadio Charrúa, Montevideo |                            |
|                   |              | Reporte |         | Árbitro(s): Ben Whitehouse  | Árbitro(s): Ben Whitehouse |

| 4 de junio, 17:00 | Uruguay | 48 - 26 | Rusia | Estadio Charrúa, Montevideo |                          |
|                   |         | Reporte |       | Árbitro(s): Frank Murphy    | Árbitro(s): Frank Murphy |

### Segunda fecha
| 9 de junio, 13:00 | Argentina XV | 40 - 48 | Rusia | Estadio Charrúa, Montevideo    |                                |
|                   |              | Reporte |       | Árbitro(s): Francisco González | Árbitro(s): Francisco González |

| 9 de junio, 15:30 | Uruguay | 28 - 30 | Namibia | Estadio Charrúa, Montevideo |                            |
|                   |         | Reporte |         | Árbitro(s): Ben Whitehouse  | Árbitro(s): Ben Whitehouse |

### Tercera fecha
| 15 de junio, 14:30 | Namibia | 0 - 20  | Rusia | Estadio Charrúa, Montevideo |  |
|                    |         | Reporte |       |                             |  |

| 15 de junio, 17:00 | Uruguay | 28 - 15 | Argentina XV | Estadio Charrúa, Montevideo |  |
|                    |         | Reporte |              |                             |  |

| Bandera de Uruguay |
| Campeón Uruguay    |
| Tercer título      |